# Halina Stęślicka
Halina Felicja Stęślicka, po mężu Kwiatkowska (ur. 16 września 1897 w Siemianowicach Śląskich, zm. 14 lipca 1956 w Londynie) – polska polityczka, posłanka na Sejm I kadencji (1922–1927) z ramienia chadecji, działaczka organizacji kobiecych i publicystka, członkini Narodowej Organizacji Kobiet.

## Życiorys

### Rodzina
Była córką Jana Nepomucena Stęślickiego – polskiego lekarza, działacza niepodległościowego i plebiscytowego na Górnym Śląsku – oraz Heleny z Sypkowskich. Rodzice udzielali się w organizacjach patriotycznych. Miała dwie młodsze siostry: Włodzimierę (1899–1926) i Wandę (1907–2001) oraz dwóch braci: Stefana (1895–1947) i Zdzisława (1900–1972).
W 1927 wyszła za mąż za Michała Kwiatowskiego (1883–1966), wdowca po swojej siostrze, Włodzimierze, posła Sejmu I kadencji. Halina i Michał mieli troje dzieci: Michała, Adama i Bogdana. Halina zajmowała się trzema córkami zmarłej siostry: Ireną, Anną i Urszulą.

### Działalność patriotyczno-społeczno-polityczna
Po ukończeniu żeńskiej szkoły urszulanek w Krakowie wróciła na Górny Śląsk. W 1916 zaczęła działać społecznie. Należała do chóru Polskie Katolickie „Kasyno” (była też jego dyrygentką) w Bytomiu oraz chóru „Haller” w Siemianowicach Śląskich. W 1920 zaczęła współpracować z Polskim Komisariatem Plebiscytowym w Bytomiu. Jako członkini górnośląskiego Związku Towarzystw Polek koordynowała jego działania w okresie plebiscytowym. Organizowała kursy dla ochroniarek, kursy krasomówcze dla agitatorów i agitatorek przygotowujące do udziału w wiecach i spotkaniach. W styczniu 1921 organizowała Sejmik Delegatek Towarzystwa Polek w Gliwicach. Redagowała „Głos Polek” (organ Towarzystwa Polek na Górnym Śląsku), współpracowała z redakcją „Sztandaru Polskiego”. Należała do Narodowej Organizacji Kobiet.
W 1922 została wybrana posłanką na Sejm I kadencji z ramienia Chrześcijańsko-Narodowego Stronnictwa Pracy. Ponieważ w dniu wyborów nie osiągnęła wymaganego biernym prawem wyborczym wieku 25 lat, przysięgę poselską składała później niż pozostali posłowie i posłanki. W Sejmie należała do Komisji Opieki Społecznej i Inwalidztwa oraz Komisji Zdrowia Publicznego. Była sekretarką w Podkomisji Konstytucyjnej dla spraw Autonomii Śląska i uwzględnienia śląskich ustaw autonomicznych w ustawach ogólnopolskich. Działała na rzecz tworzenia w województwie śląskim kolonii i ogródków działkowych oraz rozwoju pracy chałupniczej, która w czasach kryzysu gospodarczego często była jedyną możliwością zarobkowania dla kobiet. Od 1925 pracowała w Grupie Parlamentarnej Polsko-Francuskiej. W 1925 Stęślicka była członkinią zarządu Chrześcijańskiej Demokracji.
Po zakończeniu kadencji Sejmu w 1927 udzielała się w Towarzystwie Polek i kobiecych organizacjach na wychodźstwie. Publikowała.
Po ślubie wyjechała z rodziną do Francji. Tam spisała wspomnienia z okresu pracy niepodległościowej. Zostały umieszczone w Księdze pamiątkowej pracy społeczno-narodowej kobiet na Śląsku od r. 1880 – r. 1922, przygotowanej pod kierownictwem Olgi Zarzyckiej-Ręgorowicz na Powszechną Wystawę Krajową w Poznaniu. W 2019 relacja została wydana przez Muzeum Górnośląskie w Bytomiu w edycji źródłowej pt. Zanim nastała Polska... Praca społeczna kobiet w okresie powstań i plebiscytu na Górnym Śląsku. Wybór relacji.
Po wybuchu II wojny światowej Kwiatkowscy przenieśli się do Londynu, gdzie współpracowali z rządem gen. Władysława Sikorskiego. W 1944 małżonkowie reaktywowali prasę polonijną.
Halina Stęślicka zmarła w Nottingham. Została pochowana w Londynie.

## Upamiętnienie
Jest jedną z 30 bohaterek wystawy z grafikami Marty Frej pt. „60 na 100. SĄSIADKI. Głosem Kobiet o powstaniach śląskich i plebiscycie” poświęconej roli kobiet w śląskich zrywach powstańczych i akcji plebiscytowej (2019). Koncepcję wystawy, scenariusz i materiały przygotowała Małgorzata Tkacz-Janik, a grafiki Marta Frej.